# Mughiphantes numilionis
Mughiphantes numilionis là một loài nhện trong họ Linyphiidae.
Loài này thuộc chi Mughiphantes. Mughiphantes numilionis được Andrei V. Tanasevitch miêu tả năm 1987.